# Zămoșiță

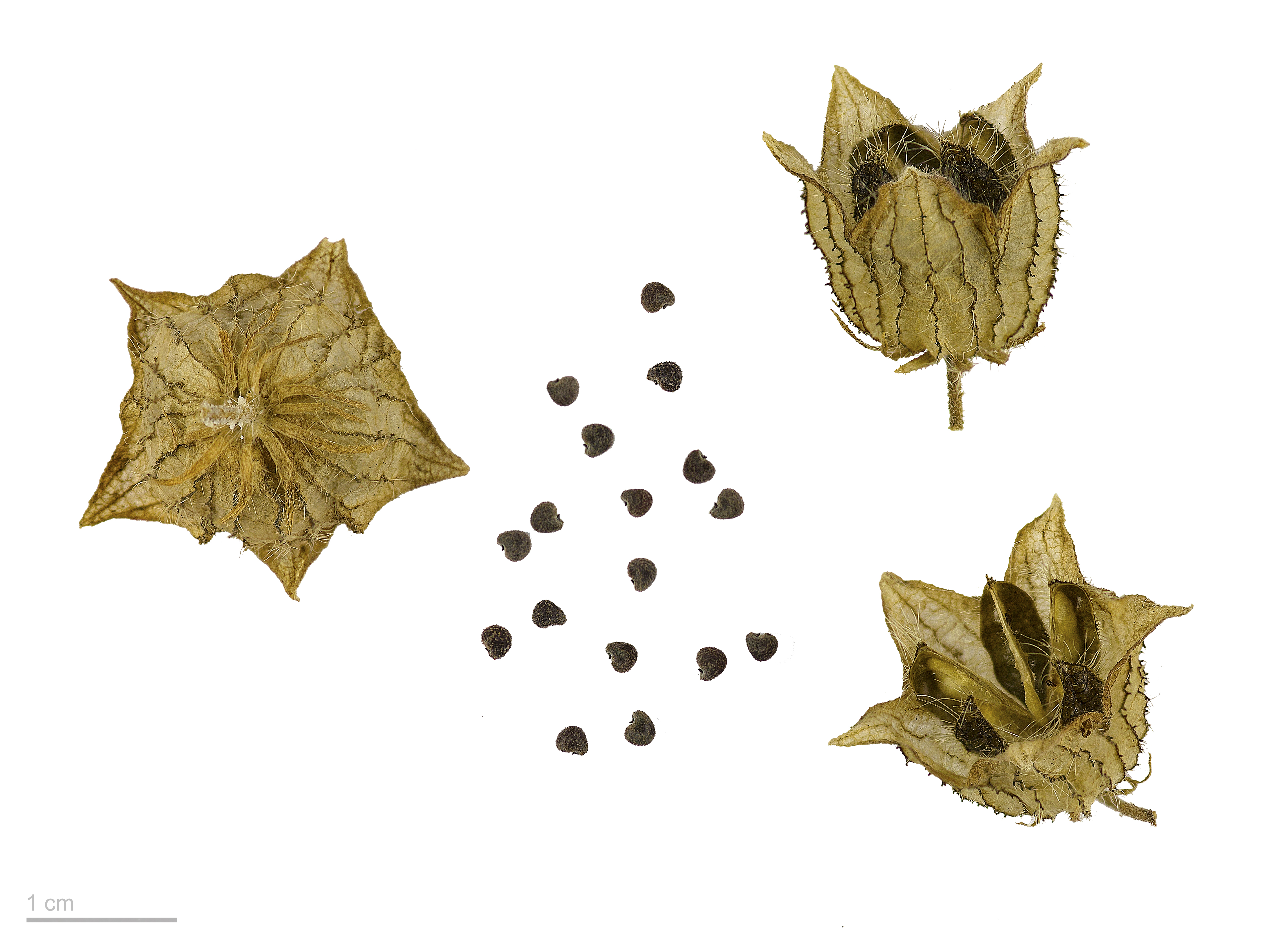
Hibiscus trionum

Zămoșiță (Hibiscus trionum) este o plantă erbacee din familia Malvaceae cunoscută și sub denumirea de macul-ciorii.

## Descriere
Plantă erbacee anuală, înaltă de până la 80 cm, acoperită cu peri rigizi, cu tulpina ramificată de la bază, cu flori mari, solitare, cu petale gălbui, la bază purpurii și fruct-capsulă. Crește prin culturi, în locuri fertile, pe câmpuri și la marginea drumurilor, în terenurile joase de la câmpie. Înflorește din iulie până în septembrie.
În scopuri medicinale se utilizează numai părțile aeriene recoltate la începutul înfloririi.

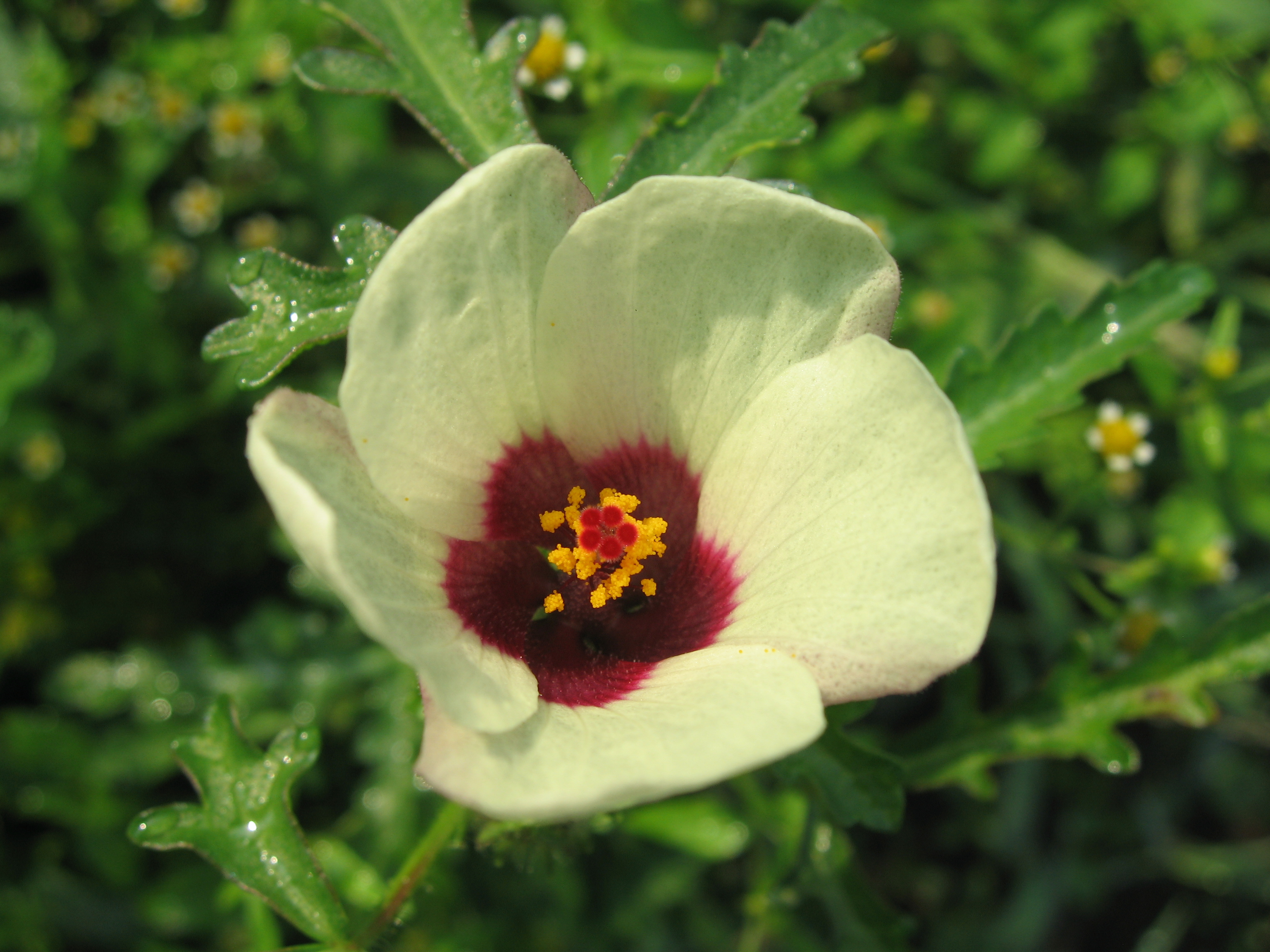
Floare

## Componenți principali
Ulei gras, flavonoide, mucilagii, arabinoză, ramnoza

## Proprietăți
- Diuretic și saluretic, favorizând excreția ionilor de clor și sodiu

## Indicații
Cistite, pielite, elimină nisipul și calculii renali de dimensiuni reduse.